# Vita des Josephus

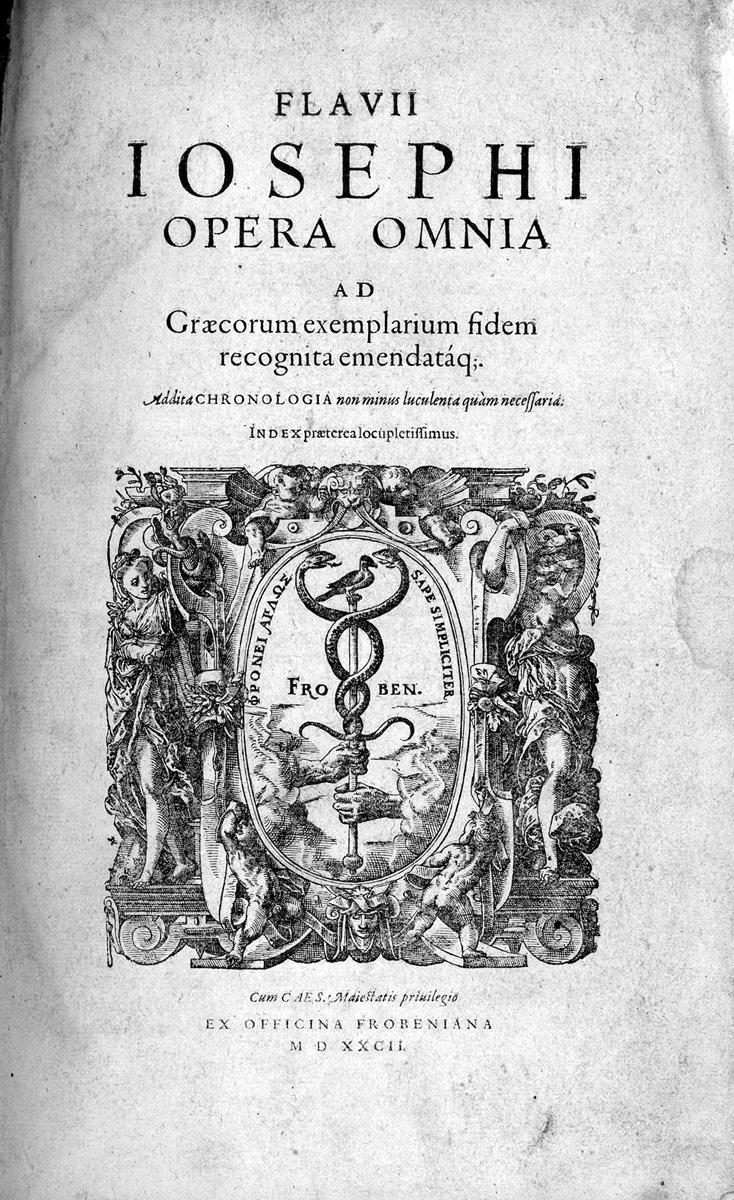
Titelblatt der Gesammelten Werke von Flavius Josephus, gedruckt bei Froben, Basel 1582

Vita des Josephus (altgriechisch Ἰωσήπου βίος Iosḗpou bíos), oft nur Vita genannt, ist die Autobiographie des Flavius Josephus. Das Werk erschien erstmals als Anhang zu Josephus’ Werk Jüdische Altertümer.

## Inhalt
Josephus’ Autobiographie beschränkt sich auf den Zeitraum der sechs Monate, in denen er als Strategos in Galiläa am jüdischen Aufstand teilnahm. Allerdings wird nur zu Beginn und zum Schluss der Schrift das eigentliche Leben des Autors beschrieben, der Großteil ist der Auseinandersetzung mit Justus von Tiberias gewidmet. Dabei fallen zahlreiche Widersprüche zu Josephus’ Darstellung der Ereignisse in seinem Werk Der Jüdische Krieg auf. In seiner Vita verteidigt sich Josephus gegen Justus’ Vorwürfe, die Juden während des Aufstandes an Rom verraten zu haben. Das Werk gliedert sich in vier Teile:
- Das kurze Vorwort beschreibt die angesehene Herkunft des Verfassers und seinen militärischen Einsatz bei der Bekämpfung des Aufstandes in Galiläa.
- Es folgt eine detaillierte Beschreibung von Josephus’ Taten zu Beginn des Aufstands. Josephus befestigte Orte in Galiläa, war aber die meiste Zeit mit Intrigen und komplexen Verschwörungen beschäftigt und versuchte, sich vor den bösen Absichten seiner Gegner, die von Yohanan ben Levi angeführt wurden, zu retten.
- Zudem erhält die Vita Polemik gegen den Historiker Justus von Tiberias, der ein nicht erhaltenes Buch über den Aufstand geschrieben hat, dessen Aussagen offenbar im Widerspruch zu Josephus’ Werk stehen. Josephus versucht darzulegen, dass seine Worte im Gegensatz zu denen des Justus der Wahrheit entsprechen.
- Zum Schluss erwähnt Josephus kurz die Ereignisse, nachdem er in die Hände der Römer gefallen war, seine Frauen und Nachkommen sowie die Geschenke und Ehrungen, die er von römischen Kaisern erhielt.

## Stil und Rezeption
Die Autobiographie von Josephus fällt durch einen vergleichsweise nachlässigen Stil und ärmlichen Wortschatz auf und wurde offenbar in Eile und ohne fremde Hilfe niedergeschrieben. Sie ist weniger übersetzt und erforscht worden als die übrigen Werke des Verfassers, wird allerdings von Eusebius von Caesarea im dritten Buch seiner Kirchengeschichte erwähnt.
Abraham Schalit verfasste seine Dissertation 1925 in Wien unter dem Titel Die Vita des Flavius Josephus. Eine historisch-kritische Untersuchung, die 1933 im Mandatsgebiet Palästina in der hebräischen Zeitschrift Zion veröffentlicht wurde.

## Ausgaben
Deutsch
- Aus meinem Leben (Vita). Kritische Ausgabe, Übersetzung und Kommentar hrsg. von Folker Siegert, Heinz Schreckenberg, Manuel Vogel. Mohr Siebeck, 2., durchgesehene Auflage Tübingen 2011. ISBN 978-3-16-147407-1. Online-Teilansicht

Englisch
- Bibliothek Al-Hatora: Life of Flavius Josephus

Hebräisch
- Sefer Toldot Josef. Herausgegeben von Kalman Shulman, Wilna 1856. Google Books